# آسمان دور است
آسمان دور است (به زبان مالایالم:Akale Aakaasham) فیلمی محصول سال ۱۹۷۷ و به کارگردانی آی. وی. ساسی است. در این فیلم بازیگرانی همچون مادو، ویدوبالا، آدور باسی، سری دوی ایفای نقش کرده‌اند.